# John Bruton
Pour les articles homonymes, voir John Bruton (homonymie) et Bruton (homonymie).
John Bruton, né le 18 mai 1947 à Dunboyne (comté de Meath) et mort le 6 février 2024 à Dublin (Irlande), est un homme d'État irlandais, membre du Fine Gael. Ancien ministre, il a présidé l'Union européenne pendant la présidence irlandaise. Il est Premier ministre de 1994 à 1997.

## Biographie
Ministre des Finances à deux reprises (1981-1982 et 1986-1987), ministre de l'Industrie et de l'Energie (1982-1983), ministre du Commerce et du Tourisme (1983-1986), John Bruton devient le dirigeant du Fine Gael en 1990 et est Taoiseach de 1994 à 1997, en dirigeant le gouvernement (Rain-Bow Government) arc-en-ciel entre le Fine Gael, le Parti travailliste et la Gauche démocratique.
Élu une première fois au Dáil Éireann comme député de Meath, en 1969, sans discontinuer depuis, il s'est retiré de la vie politique intérieure en 2004 mais demeure l'ambassadeur de l'Union européenne aux États-Unis et vice-président du Parti populaire européen (PPE). Son frère, Richard Bruton, est également un dirigeant du Fine Gael et a plusieurs fois été ministre.
Il devient en 2010 président de l'IFSC (Centre international des services financiers), qui représente les intérêts du secteur financier irlandais.
Il meurt d'un cancer le 6 février 2024.